# Ciampino (zona di Roma)
Ciampino è la zona urbanistica 10X del Municipio Roma VII di Roma Capitale. Si estende sulla zona Z. XX Aeroporto di Ciampino.
Prende il nome dal Monsignor Giovanni Giustino Ciampini, che fu proprietario del tenimento.

## Geografia fisica

### Territorio
È situata a sud-est della capitale.
La zona urbanistica confina:
- a nord-est con la zona urbanistica 10H Gregna
- a est con il comune di Ciampino
- a ovest con la zona urbanistica 11Y Appia Antica Sud
- a nord-ovest con la zona urbanistica 10C Quarto Miglio

## Infrastrutture e trasporti
- Aeroporto di Roma-Ciampino, su via Appia Nuova. Nella zona sono compresi circa 3/4 della superficie dell'aeroporto, corrispondenti alla parte di servizio civile, mentre la restante parte, adibita a servizio militare, è sotto la giurisdizione del comune di Ciampino.